# 砰！
《砰！》（英語：Bang!，原被譯作《殺人紙牌》和《西部無間》）是義大利-美国西部風格的紙牌遊戲，由Emiliano Sciarra設計並在2002年由daVinci Editrice出版。《砰！》在2004年贏得Origins Award的Best Traditional Card Game of 2003和Best Graphic Design of a Card Game or Expansion，目前已推出五個擴充包，亦設有APPS版本和豪華包等，為桌遊界長壽作品，亦曾被封為台灣四大暢銷桌遊之一。游卡桌游發行的《三國殺》亦是以該游戲爲原型。

## 基本版遊戲概要

### 準備
首先,按人數分配身分牌：
- 4人:警長、叛徒、罪犯x2
- 5人:警長、叛徒、副警長x1、罪犯x2
- 6人:警長、叛徒、副警長x1、罪犯x3
- 7人:警長、叛徒、副警長x2、罪犯x3
- 8人:警長、叛徒x2、副警長x2、罪犯x3 （擴充版本多一名叛徒，但叛徒之間還是要互相廝殺）

1. 把身分牌洗勻，然後每人摸一張身分牌，玩家須根據得到的身分牌進行遊戲，另外，成為警長的玩家須公開其身份，其他玩家不得公開其身分牌。
2. 把角色牌洗勻，然後每人摸一張角色牌，所有玩家都須公開其角色牌，角色牌右上角的子彈為其體力值，玩家需以自己的角色牌遮一張沒被抽到的角色牌來表示體力值，另外，警長的體力值額外加一。
3. 把遊戲牌洗勻作牌庫，然後每人根據各自體力值摸等量的牌為手牌。
4. 把未用到的角色牌和身分牌收回盒中，遊戲正式開始。

- 3人:叛徒、副警長、罪犯各一（擴充版本的新玩法）

此玩法中每個人都有兩種勝利條件：親手殺死自己的目標（副警長的目標是叛徒、叛徒的目標是罪犯、罪犯的目標是副警長），若是一個人死亡但並非由應該獵殺他的人親自下手，則剩下兩個人的新勝利條件則變成擊敗對方。殺死一個其他玩家，無論雙方身分，下手的人都能獲得三張牌。此外由於沒有警長，監獄對所有玩家都能生效。

### 距離系統
遊戲設有距離系統，相邻玩家之间的距離是1，相隔1人的兩個玩家之间的距離是2，如此類推。

### 遊戲流程
遊戲由警長開始，玩家完成其回合後，按順時針輪到下一位玩家進行回合，如此類推：
第一階段：摸兩張牌
第二階段：使用手牌
- 你可隨意使用手牌，但是在一般情況下，「Bang!」每回合只能使用一次。
- 槍械只可裝備一款，另外玩家各自區域中，不能有多於一張同名的藍邊牌。

第三階段：丟棄手牌
- 若你的手牌這時多於當前體力值，玩家須丟棄手牌至等於其體力值為止。

### 獎勵懲罰
- 當你殺死罪犯時，你摸三張牌。
- 當警長殺死副警長時，需丟棄所有手牌、區域中的藍邊牌。

### 遊戲結束
- 當警長被殺死：如果此時只剩下一個叛徒存活，則該叛徒勝利（注意：若在8人制遊戲中，警長被殺死時場上僅有兩名叛徒存活，則他們都算輸，由罪犯獲勝）；否則罪犯勝利（即使警長被殺時全部的罪犯都已經死亡）。
- 當所有罪犯和叛徒被殺死：警長和副警長勝利。

### 其他規則
- 若玩家只餘兩個，BEER將沒有效果
- 玩家不得對警長使用監獄
- 如果是新手局，可將任何有書本符號的卡片移除

## 紙牌類別
由五類不同功能的紙牌組成。

### 身分牌
身分牌确定玩家的角色，分別有警長（Sheriff）、副警長（Deputy Sheriff）、罪犯（Outlaw）和叛徒（Renegade）四種。警長和副警長要殺死所有罪犯和叛徒，罪犯要殺死警長，而叛徒殺掉所有其他角色，但警長必須為最後一位。

### 角色牌
不同角色有各自的體力和技能，部份擴充有提供新角色，目前角色總共有67個。
- 基本版中共有16個角色

| 角色                                                                  | 生命值 | 能力 |
| --------------------------------------------------------------------- | ------ | --- |
| Bart Cassidy（布屈·卡西迪）                                           | 4      | 每當你失去一點生命值，摸一張牌。 |
| Black Jack                                                            | 4      | 摸牌階段時，必須展示第二張牌，若第二張牌為紅色你額外摸一張牌。                                                                                         |
| Calamity Janet（災星簡）                                              | 4      | 你的「Bang!」牌可以當「射失」牌用，反之亦然。 |
| El Gringo                                                             | 3      | 每當你因另一名玩家的牌失去一點生命值時，從那名玩家手中抽取一張牌。                                                                                     |
| Jesse Jones（Jesse James 杰西·詹姆斯）                                | 4      | 摸牌階段中，第一張牌可以摸任一玩家的一張手牌。 |
| Jourdonnais（"Frenchy" Jourdonnais，在The Big Sky中虛構出的江輪船長） | 4      | 當被其他玩家以「Bang!」效果攻擊時，可進行判定：若為紅桃，視為你使用「射失」效果，每次「Bang!」效果你只能發動一次。若裝備「啤酒桶」，你就可以發動兩次。 |
| Kit Carlson（基特·卡森）                                              | 4      | 摸牌階段，你摸三張牌，你把其中兩張加為手牌，另外一張向下放回牌庫頂。                                                                                   |
| Lucky Duke（幸運的路克，虛構人物）                                    | 4      | 當你進行判定時，你摸兩張判定牌，你把其中一張作為判定結果。完成後兩張皆須丟棄。                                                                         |
| Paul Regret（保羅·列維爾）                                            | 3      | 所有玩家對你的距離加一。 |
| Pedro Ramirez—(Tuco Ramirez，黃昏三鑣客中的角色)                      | 4      | 摸牌階段，第一張牌可以從棄牌堆頂摸。 |
| Rose Doolan                                                           | 4      | 你對所有玩家的距離減一。 |
| Sid Ketchum（Tom Ketchum）                                            | 4      | 在任何時候，你可以棄兩張手牌然後回復一點體力。(使用時機如同「啤酒」。)                                                                                 |
| Slab the Killer（Angel Eyes，黃昏三鑣客中的角色）                     | 4      | 你向其他玩家使用的「Bang!」牌，對方須打出兩張「射失」效果才可抵銷。若其他玩家「啤酒桶」判定成功，則還必須從手中打出一張「射失」效果才可抵銷。          |
| Suzy Lafayette                                                        | 4      | 每當你沒有手牌的時候，你摸一張牌。「決鬥」中沒手牌則需等到「決鬥」結束才可摸牌。                                                                       |
| Vulture Sam                                                           | 4      | 當一位其他玩家死亡時，你把該玩家的手牌和面前的牌加到手牌中。                                                                                           |
| Willy the Kid（比利小子）                                             | 4      | 你可以使用無限張「Bang!」牌。 |

- 第一個擴展包「Dodge City」中包含以下15個人物：

| 角色                                        | 生命值 | 能力 |
| ------------------------------------------- | ------ | --- |
| Apache Kid（Cochise，阿帕契族的族長）       | 3      | 其他玩家使用的方塊牌皆對你無效。但在「決鬥」中此能力無效。 |
| Belle Star（貝爾·斯塔）                     | 4      | 在你的回合中，你無視任何玩家面前的綠邊和藍邊牌。 |
| Bill Noface（Black Bart又名Charles Bolles） | 4      | 在每次摸牌階段時，摸一張牌加上已損失的生命值的數量的牌。若沒有受傷，就只摸一張手牌；若已損失一個生命值，就摸兩張牌，如此類推。                                      |
| Chuck Wengam                                | 4      | 在你的回合時，你可以損失一點生命值並摸兩張牌，此能力可以在回合中重複發動，但不可以發動此能力損失最後一點生命值。                                                    |
| Doc Holyday（Doc Holliday）                 | 4      | 在你的每回合中能發動一次，你可以將兩張手牌當作一次「Bang!」效果使用，這個「Bang!」效果沒有計算在使用「Bang!」牌的次數內。攻擊Apache Kid時，至少一張手牌不可是方塊。 |
| Elena Fuente                                | 3      | 你的任何手牌都可以當作「射失」牌使用。 |
| Greg Digger                                 | 4      | 當一位玩家死亡時，你回復兩點生命值，只可回復至你最多可擁有的生命值。                                                                                                |
| Herb Hunter                                 | 4      | 當一位玩家死亡時，你摸兩張牌。 |
| Jose' Delgado                               | 4      | 在你的每回合中可以發動兩次，你可以棄掉一張藍邊手牌並摸兩張牌。 |
| Molly Stark                                 | 4      | 在你的回合外每當你使用或自願棄掉一張牌時，你摸一張牌。若你是在「決鬥」中棄牌，你需要等到「決鬥」結束後才能摸牌。若被強制棄牌則不算自願棄牌不會發動能力。            |
| Pat Brennan                                 | 4      | 摸牌階段，你可以放棄摸牌改成抽取任何一位玩家面前的一張藍邊或綠邊牌當作手牌。                                                                                        |
| Pixie Pete                                  | 3      | 摸牌階段，你摸四張牌而不是兩張。(不過新版的規則把能力改成三張。) |
| Sean Mallory                                | 3      | 棄牌階段時，你最多可保留10張手牌。 |
| Tequila Joe                                 | 4      | 你使用「啤酒」時回復兩點生命值而不是一點。 |
| Vera Custer                                 | 3      | 在摸牌階段摸牌前，你選擇一個遊戲中的角色並複製他的能力，直到你的下次摸牌階段。                                                                                      |

- 在「The Bullet」中，附送了3個人物:

| 角色                                    | 生命值 | 能力                                                                                 |
| --------------------------------------- | ------ | ------------------------------------------------------------------------------------ |
| Claus The Saint                         | 3      | 摸牌階段，你摸遊戲中人數加一的牌，自己選兩張，並將剩餘的牌一人一張分給所有其他玩家。 |
| Johnny Kisch（Johnny Cash 約翰尼·卡什） | 4      | 每當你放置一張牌時，所有其他玩家面前與這張牌相同名稱的牌都會被棄掉。                 |
| Uncle Will                              | 4      | 你的每回合只能發動一次，你可以將任何一張手牌當作「雜貨店」使用。                     |

- 在擴充包「Wild West Show」中，又增加了8個以著名演員為藍本的角色:

| 角色                                                                             | 生命值 | 能力 |
| -------------------------------------------------------------------------------- | ------ | --- |
| Big Spencer（Bud Spencer）                                                       | 9      | 你在遊戲開始時只摸5張牌(而不是9或10張)，不准使用「射失」牌。                                                 |
| Flint Westwood(Clint Eastwood 克林·伊斯威特，黃昏三鑣客主角演员，著名西部片演员) | 4      | 你的每回合只能發動一次，你可以將自己一張手牌與另一位玩家隨機兩張手牌交換。對方手牌只有一張則交換一張。       |
| Gary Looter（Gary Cooper 賈利·古柏）                                             | 5      | 所有其他玩家在棄牌階段棄的牌全部加入你的手牌中。                                                             |
| Greygory Deck（Gregory Peck 格里高利·派克）                                      | 4      | 你在遊戲開始時隨機抽2張基本遊戲的角色牌，並擁有他們的能力，並可以在摸牌階段摸牌前選擇重新抽2張。             |
| John Pain(John Wayne 约翰·韦恩)                                                  | 4      | 每次有人進行判定時，如果你的手牌少於6張，則將抽到的判定牌加入你的手牌中。                                    |
| Lee Van Kliff(Lee Van Cleef 李·范·克里夫)                                        | 4      | 在你的回合，你可丟棄一張「Bang!」牌來重複你剛剛打出的一張棕邊牌的效果。                                      |
| Teren Kill（Terence Hill）                                                       | 3      | 每次你即將死亡時，你可以進行判定，結果不為黑桃你就會回到一點生命值的狀態並摸一張牌(不可判定後才用「啤酒」)。 |
| Youl Grinner（Yul Brynner 尤·伯連納）                                            | 4      | 摸牌階段摸牌前，任何手牌比你多的人必須選擇一張手牌交給你。                                                   |

- 在「BANG! 10th Anniversary Edition」中附送了1個角色

| 角色          | 生命值 | 能力                                    |
| ------------- | ------ | --------------------------------------- |
| Annie Versary | 4      | 你的任何手牌都可以當作「Bang!」牌使用。 |

- 在之後的擴充包「Gold Rush」中，又增加了8個角色，其中多位角色的能力與新的遊戲機制-「金磚」和「道具」有關:

| 角色                        | 生命值 | 能力 |
| --------------------------- | ------ | --- |
| Don Bell(唐 貝爾)           | 4      | 在你的回合結束時必須執行一次判定，如果是紅心或方塊則你獲得一個額外回合。額外回合結束時不可再次發動能力。   |
| Dutch Will(荷蘭 威爾)       | 4      | 摸牌階段必須從2張牌中捨棄掉一張，並獲得一個金磚。                                                          |
| Jacky Murieta(傑奇 莫瑞塔)  | 4      | 在你的回合，你可以棄掉兩個金磚使用一個額外的「Bang!」效果。                                                |
| Josh McCloud(約什 麥克勞德) | 4      | 在你的回合，你可以付兩個金磚來購買道具牌堆中最上方的一張牌。若為你已經擁有的黑邊牌，則你需將購買的牌棄掉。 |
| Madam Yto(伊東夫人)         | 4      | 每當有任何玩家使用一張「啤酒」(不管是回復生命值或拿金磚)，你從牌堆摸一張牌。                               |
| Pretty Luzena(美麗的盧瑟娜) | 4      | 在你的每回合中只能發動一次，你可以用售價減一的金磚數量來購買道具牌。                                       |
| Raddie Snake(雷迪 史奈克)   | 4      | 在你的每回合中可以發動兩次，你可以棄掉一個金磚來摸一張牌。                                                 |
| Simeon Picos(西緬 皮可斯)   | 4      | 每當你失去一點生命值，你獲得一個金磚。                                                                     |

- 在「The Valley of Shadows」中增加了8位角色，此擴充為玩家設計，後經官方修訂後出版：

| 角色                  | 生命值 | 能力 |
| --------------------- | ------ | --- |
| Black Flower          | 4      | 你的每回合中只能發動一次，你可以將一張梅花牌當作一次額外「Bang!」效果使用。                                                    |
| Colorado Bill         | 4      | 每一次你使用「Bang!」牌時，進行判定：若為黒桃，這個攻擊無法被閃避。                                                            |
| Der Spot-Burst Ringer | 4      | 你的每回合中只能發動一次，你可以將一張「Bang!」牌當作「掃射」使用。                                                            |
| Evelyn Shebang        | 4      | 摸牌階段，你可以選擇少摸牌，每少摸一張牌，視為你對攻擊距離內的一位玩家使用一次「Bang!」效果。此能力不可以對同一位玩家發動2次。 |
| Henry Block           | 4      | 任何玩家抽走或棄掉你的一張手牌或裝備牌時，將成為你「Bang!」效果的目標。此能力不適用在自動類的能力如：El Gringo。               |
| Lemonade Jim          | 4      | 每當另一位玩家使用「啤酒」，你可以從手牌棄掉一張牌來回復一點生命值。                                                           |
| Mick Defender         | 4      | 如果你被「Bang!」牌以外的棕色牌指定為目標時，你可以使用「射失」牌來取消這張卡對你產生的效果。                                  |
| Tuco Franziskaner     | 5      | 摸牌階段，如果你沒有藍邊牌在面前的話，則額外摸兩張牌。                                                                         |

- 在2017年的「Armed & Dangerous」擴充中新增了8位角色，其中多位角色的能力與新的遊戲機制-「彈藥」有關。

| 角色           | 生命值 | 能力 |
| -------------- | ------ | --- |
| Al Preacher    | 4      | 如果其他玩家在場上放置一張藍邊牌或橘邊牌，你可以支付剛好2彈藥從牌堆摸一張牌。                              |
| Bass Grevees   | 4      | 你的每回合中只能發動一次，你可以丟棄一張牌來獲得2彈藥到你的一張牌上。                                      |
| Bloody Mary    | 4      | 每當你的「Bang!」牌被抵銷，從牌堆摸一張牌。                                                                |
| Frankie Canton | 4      | 你的每回合中只能發動一次，你可以從場上的任何牌上將1彈藥移動到你的角色牌上。                                |
| Julie Cutter   | 4      | 每當有一位玩家讓你失去至少1點生命值時，你判定：結果為愛心或方塊時，該玩家成為「Bang!」效果的目標。         |
| Ms. Abigail    | 4      | 如果你是數字J、Q、K及A棕邊牌的唯一目標，你可以取消這張牌的效果。                                           |
| Mexicali Kid   | 4      | 你的每回合中只能發動一次，你可以支付2彈藥做一次「Bang!」效果攻擊。                                         |
| Red Ringo      | 5      | 遊戲開始時你角色牌便有4彈藥。你的每回合中只能發動一次，你可以從你角色牌移動最多2彈藥到你的任意張橘邊牌上。 |

### 遊戲牌
手牌背面是「BANG!」，玩家會在遊戲中抽取手牌，並把手牌打出以使用手牌上的功能，棕邊牌的效果為直接生效，藍邊牌則是屬於裝備，把這些藍邊手牌放在面前以代表裝備了這些牌。每張手牌都附有撲克的其中一種花色和數字，在判定時視翻開的牌的花色（可能包含數字）決定引發判定的效果發揮與否。

基本版的80張手牌及其功能如下所列：

63張棕邊牌
- 25張「Bang!」——被「Bang!」攻擊的玩家需要以有「射失」效果的牌抵銷，或被扣除一點生命值，在沒有裝備和特殊能力指定距離下，玩家只可攻擊距離為1的對手。
- 12張「射失」（Missed!）——被「Bang!」效果攻擊時用作抵銷「Bang!」。
- 6張「啤酒」（Beer）——回復一點生命值，在失去最後一點生命值時也可以使用。在剩餘兩人時無效果。
- 4張「驚嚎」（Cat Balou）——棄掉任何一位玩家的隨機一張手牌或者面前的任一張牌。
- 4張「恐慌」（Panic!）——從離自己距離1的一位玩家手上隨機抽去或面前中抽去一張牌加入手牌。
- 3張「決鬥」（Duel）——與任一玩家決鬥，此時由被決鬥者丟出「Bang!」牌，再輪到決鬥者丟出「Bang!」牌，直至其中一方不能丟出「Bang!」牌時扣減一點生命值。
- 2張「雜貨店」（General Store）——在牌庫取出每位生存玩家數量的牌並展示，再由使用者開始以行動順序每人選取一張做為自己的手牌。
- 2張「印第安」（Indians）——所有玩家需丟棄一張「Bang!」牌，或被扣去一點生命值。
- 2張「馬車」（Stagecoach）——從牌庫摸兩張手牌。
- 1張「掃射」（Gatling）——除發出者以外每位玩家需丟棄一張有「射失」效果的牌，或被扣去一點生命值。
- 1張「酒館」（Saloon）——全體回復一點生命值，但不能用作補充失去的最後一點生命。
- 1張「開拓車」（Wells Fargo）——從牌庫摸三張手牌。

17張藍邊牌
- 3張「監獄」（Jail）——向警長以外的任一玩家裝備「監獄」，該玩家回合開始時需判定，若為紅心，「監獄」不會發揮作用，否則跳過該玩家的回合。判定結束後棄掉「監獄」。
- 3張「斯科菲爾德式左輪槍」（Schofield）——裝備後攻擊距離最遠為2。
- 2張「酒桶」（Barrel）——裝備後被其他玩家以「Bang!」攻擊時，可以判定：若為紅心，則視為打出了一張「射失」(被Slab the Killer攻擊時仍需打出第二張「射失」牌)
- 2張「野馬」（Mustang）——所有玩家對裝備者的距離加一，表示其他玩家需要以更遠距離的槍械才可用「Bang!」牌攻擊裝備者。
- 2張「霰彈槍」（Volcanic）──攻擊距離1，裝備者在一回合中可使用任意數量的「Bang!」牌。
- 1張「阿帕盧薩馬」（appaloosa）──裝備者對所有玩家的距離減一，表示裝備者可以用「Bang!」牌攻擊更多目標。
- 1張「炸藥」（Dynamite）──裝備後第一個回合沒有作用。在裝備者下一次行動前需先判定，如為黑桃♠2－9，炸藥爆炸並導致3個生命點損失，否則「炸藥」傳至下一位玩家面前，直至炸藥爆炸。「炸藥」可被人以「驚嚎」丟棄或被人以「恐慌」奪去。
- 1張「雷明頓式左輪槍」（Remington）——裝備後攻擊距離最遠為3。
- 1張「轉輪式卡賓槍」（Rev. Carabine）——裝備後攻擊距離最遠為4。
- 1張「温切斯特式步槍」（Winchester）——裝備後攻擊距離最遠為5。

在「Dodge City」中，增加了40張新手牌：

19張棕邊牌
- 4張「Bang!」
- 2張「啤酒」(Beer)
- 1張「射失」(Missed!)
- 1張「驚嚎」(Cat Balou)
- 1張「恐慌」(Panic!)
- 1張「雜貨店」(General Store)
- 1張「印第安」(Indians)
- 2張「閃避」(Dodge)——與「射失」效果相同，但使用後可再摸一張牌。
- 1張「打架」(Brawl)——與另一張牌一起使用，可「驚嚎」所有其他玩家。
- 1張「拳頭」(Punch)——可「BANG!」距離1的一位玩家。
- 1張「爵士樂」(Rag Time)——與另一張牌一起使用，可「恐慌」任何一位玩家而不限距離。
- 1張「亂射」(Springfield)——與另一張牌一起使用，可「BANG!」任何一位玩家而不限距離。
- 1張「龍舌蘭」(Tequila)——與另一張牌一起使用，可回復任何一位玩家1點生命，但不能用作補充失去的最後一點生命。
- 1張「威士忌」(Whiskey)——與另一張手牌一起使用，可回復2點生命，但不能用作補充失去的最後一點生命值。

7張藍邊牌
- 1張「酒桶」(Barrel)
- 1張「炸藥」(Dynamite)
- 1張「雷明頓式左輪槍」(Remington)
- 1張「轉輪式卡賓槍」(Rev. Carabine)
- 1張「野馬」(Mustang)
- 1張「雙筒望遠鏡」——與「阿帕盧薩馬」有相同功效，但可以同時裝備在面前。
- 1張「巨石」(Hideout)——與「野馬」有相同功效，但可以同時裝備在面前。

除此以外，也加入了14張綠邊牌，需先放置在前面(如同藍邊牌)，下回合才可以使用。
- 2張「鐵板」(Iron Plate)——有「射失」效果。
- 1張「聖經」(Bible)——有「射失」效果，使用後摸一張牌。
- 1張「來復槍」(Buffalo Rifle)——可「Bang!」任何一位玩家而不限距離。
- 1張「坎坎舞」(Can Can)——與「驚嚎」相同。
- 1張「水壺」(Canteen)——與「啤酒」相同，但2人決鬥中仍可使用而且不能用作補充失去的最後一點生命值。
- 1張「大篷車」(Conestoga)——可「恐慌」任何一人而不限距離。
- 1張「德林加槍」(Derringer)——可「Bang!」距離1的一位玩家並摸一張牌。
- 1張「大砲」(Howitzer)——與「掃射」相同。
- 1張「飛刀」(Knife)——可「Bang!」距離1的一位玩家。
- 1張「胡椒槍」(Pepperbox)——有「Bang!」效果。
- 1張「驛馬」(Pony Express)——從牌庫摸三張牌。
- 1張「墨西哥帽」(Sombrero)——有「射失」效果。
- 1張「高呢帽」(Ten Gallon Hat)——有「射失」效果。

在「The Valley of Shadows」中，新增了16張新手牌：

10張棕邊牌
- 1張「瞄準」(Aim)——將這張牌與另一張「Bang!」牌一起使用，如果目標玩家被打中，則該玩家損失兩點生命值。
- 1張「走火」(Backfire)——此牌計算為一張「射失」牌，且同時攻擊你的玩家成為「Bang!」效果的目標。
- 1張「強盜」(Bandido)——所有玩家選擇一項：棄兩張手牌(若只有一張則棄一張)或失去一點生命值。
- 1張「逃命」(Escape)——此牌可以在回合外使用，無效一張棕邊牌(除了「Bang!」牌)對你產生的效果。
- 1張「雙槍」(Fanning)——此牌計算為一張「Bang!」牌，攻擊的同時，選擇另外一位被你攻擊的玩家所看距離為1的玩家(除了你自己)做為同時攻擊的目標。
- 1張「最後一杯」(Last Call)——回復一點生命值，但沒有「啤酒」的其他效果。
- 1張「撲克」(Poker)——所有其他玩家同時棄掉一張手牌，如果這些牌中沒有數字A，則你從這些牌中選擇至多2張牌做為手牌。
- 1張「救援」(Saved!)——此牌可以在回合外使用，防止另一位玩家損失一點生命值，若成功防止，則抽取該玩家兩張手牌或從牌庫摸兩張牌。
- 1張「戰斧」(Tomahawk)——對距離2以內的玩家使用一次「Bang!」效果。
- 1張「龍捲風」(Tornado)——每位玩家棄掉一張手牌(沒手牌則不用棄)，然後從牌庫摸兩張牌。

6張藍邊牌
- 2張「鬼魂」(Ghost)——裝備在一位已死亡的玩家面前，該玩家以0點生命值回到遊戲中並如同一般玩家進行遊戲，但無法回復或失去生命值。當「鬼魂」離開該玩家面前時(棄掉或抽走)，則該玩家再次死亡。(不會觸發其他角色能力[3])
- 1張「賞金」(Bounty)——裝備在任何玩家面前，若該玩家因為「Bang!」牌而失去生命值，則使用該「Bang!」牌的玩家從牌庫摸一張牌。
- 1張「拉馬特式左輪槍」(LeMat)——攻擊距離1，在你的回合，你可以將任何一張手牌當做「Bang!」牌使用。
- 1張「響尾蛇」(Rattlesnake)——裝備在任何玩家面前，該玩家回合開始時判定：若為黑桃，該玩家失去一點生命值。
- 1張「霰彈槍」(Shotgun)——攻擊距離1，每當你讓其他玩家失去生命值，該受傷玩家需選擇一張手牌棄掉。

在「Armed & Dangerous」中，新增了28張手牌：

此擴充增加了彈藥機制，彈藥有以下3種獲得方式：
1. 每裝備一張藍邊牌，便可獲得1彈藥。
2. 第三階段棄牌時，每棄一張牌，便可獲得1彈藥。
3. 裝備橘邊牌時，獲得3彈藥並放置到此橘邊牌上。

前2種方式獲得的彈藥可以放置在場上自己的橘邊牌上，或者放置到角色牌上，每張牌上最多只能有4彈藥。

15張棕邊牌。有些牌使用時可以透過支付彈藥升級效果，可同時支付倍數彈藥升級數次效果。這些彈藥可以從你場上的橘邊牌或角色牌以任意組合來支付。
- 4張「Bang!」
- 1張「驚嚎」(Cat Balou)
- 1張「射失」(Missed!)
- 1張「箭矢」(Arrow)——目標玩家棄掉一張「Bang!」牌，否則失去1點生命值。1彈藥：額外選擇一位不同玩家為目標。
- 1張「商隊」(Caravan)——從牌堆摸兩張牌。2彈藥：從牌堆摸一張牌。
- 1張「躲避」(Duck!)——與「射失」效果相同。2彈藥：將此牌收回手中。
- 1張「燧發槍」(Flintlock)——與「Bang!」效果相同。2彈藥：如果被抵消，將此牌收回手中。（使用時機為被抵消時）
- 1張「小酌」(A little nip)——回復1點生命值。3彈藥：回復1點生命值。
- 1張「彈藥填裝」(Reloading)——獲得3彈藥到你的橘邊牌或者角色牌上（自行分配數量）。
- 1張「生鏽」(Rust)——從所有其他玩家的每張橘邊牌和角色牌上各移除1彈藥，並將這些彈藥放置到你的角色牌上。
- 1張「快速射擊」(Quick Shot)——與「Bang!」效果相同。1彈藥：額外攻擊一位距離內的不同玩家。
- 1張「印第安女」(Squaw)——棄掉場上任何一張牌。2彈藥：將棄置的牌加入你的手中。

13張橘邊牌。當橘邊牌上沒有彈藥時，馬上棄掉。若為武器時，必須在使用「Bang!」牌的同時使用彈藥效果。
- 1張「耍花招」(Ace up the Sleeve)——2彈藥：從牌堆摸兩張牌。
- 1張「子彈帶」(Bandolier)——1彈藥：你可以額外使用一張「Bang!」牌。
- 1張「大酒桶」(Beer Keg)——3彈藥：回復1點生命值。
- 1張「鐘樓」(Bell Tower)——1彈藥：使用下一張牌時，你看所有玩家的距離變為1。
- 1張「Big Fifty」——攻擊距離6。1彈藥：取消目標玩家的角色能力和裝備牌能力。
- 1張「炸彈」(Bomb)——裝備在任何玩家面前，該玩家回合開始時判定：若為愛心或方塊，將「炸彈」傳給任意一位玩家。若為梅花或黑桃，移除2彈藥，如果彈藥歸0，該玩家失去2點生命值。
- 1張「邦特蘭特裝型」(Buntline Special)——攻擊距離2。1彈藥：如果「Bang!」被抵消，目標玩家需自行選擇一張手牌棄掉。
- 1張「條板箱」(Crate)——2彈藥：與「射失」效果相同。
- 1張「雙管霰彈槍」(Double Barrel)——攻擊距離1。1彈藥：如果你使用的是方塊「Bang!」牌，該牌不能被抵消。
- 1張「鑰匙串」(Lock Pick)——3彈藥：從任何一位玩家手中抽一張牌。
- 1張「Thunderer」——攻擊距離3。1彈藥：將使用的「Bang!」收回手中。
- 1張「滾草」(Tumbleweed)——1彈藥：讓任何一位玩家重複一次判定。
- 1張「鞭子」(Whip)——3彈藥：棄掉場上任何一張牌。

### 場景牌
在「High Noon」和「A Fistful of Cards」擴充中新增了場景牌，可以混合使用或只用一種。開始前先選擇使用「High Noon」或「A Fistful of Cards」a面朝上當作底牌，然後洗出14張面朝上放上底牌頂，第二輪開始，每到警長就揭露一張，下一張被揭露時上一張則失去功效。
「High Noon」的場景牌包括:
- 「High Noon」——永遠為底牌，每位玩家在回合開始時強制失去一點生命值，直到遊戲結束。
- 「Blessing」——所有牌的花色變為紅心。
- 「Curse」——所有牌的花色變為黑桃。
- 「The Daltons」——當此牌被揭露時，所有面前有藍邊牌的玩家必須丟棄一張面前的藍邊牌。
- 「The Doctor」——當此牌被揭露時，生命值最低的玩家(們)回復一點生命值。
- 「Ghost Town」——所有已死亡的玩家在他們的回合開始時成為0點生命值的鬼魂回到遊戲中，摸三張牌後進入出牌階段，在回合結束後再次死亡。
- 「Gold Rush」——遊戲進行的方向變為逆時針，直到此牌被替換。牌的結算方向還是順時針。
- 「Hangover」——所有玩家失去角色能力，直到此牌被替換。
- 「The Reverend」——所有玩家不可以使用「啤酒」，但其他有相同效果的牌不受限制。
- 「The Sermon」——所有玩家在自己的回合中不能使用「Bang!」牌(包括決鬥中)，但其他相同效果的牌則不受限制。
- 「Shootout」——所有玩家在自己的回合中可以多使用一張「Bang!」牌。
- 「Thirst」——所有玩家在摸牌階段少摸一張牌。
- 「Train Arrival」——所有玩家在摸牌階段多摸一張牌。

「The Bullet」附送兩張新的場景:
- 「Handcuffs」——玩家在摸牌階段後，選擇一個花色，這回合中該玩家只能使用該種花色的牌。
- 「New Identity」——每個玩家回合開始時，可以選擇是否將目前的角色牌與當作生命值的角色牌互換。如是，新角色以2點生命值開始遊戲。

「A Fistful of Cards」的場景牌包括:
- 「A Fistful of Cards」——永遠為底牌，每位玩家在回合開始時受到和手牌數量一樣多的「Bang!」效果攻擊。
- 「Abandoned Mine」——當棄牌堆有牌時，所有玩家在摸牌階段時必須從棄牌堆頂摸牌，若如此，則該玩家棄牌階段時改放在牌庫頂(出牌階段時仍然放在棄牌堆)。
- 「Ambush」——所有玩家之間的距離變成1，但仍會受距離修正牌所影響。
- 「Blood Brothers」——所有玩家在回合開始時可以失去一點生命值(不可是最後一點生命值)，並指定另一位玩家恢復一點生命值。
- 「Dead Man」——第一位死去的玩家在他的回合開始時復活，得到2點生命值和2張手牌，然後開始回合(進入摸牌階段)。
- 「Hard Liquor」——所有玩家可以選擇跳過摸牌階段而恢復一點生命值。
- 「The Judge」——所有玩家不可以打出藍邊牌或綠邊牌(已放在場上的不受影響)。
- 「Lasso」——所有玩家面前的藍邊牌與綠邊牌失效。
- 「Law of the West」——所有玩家須將在摸牌階段中摸到的第二張牌展示出來。如果可以使用的話就必須在出牌階段中使用。
- 「Peyote」——摸牌階段取消，改為玩家要猜牌庫頂的牌是紅色或黑色，如猜錯，則棄置該牌並進入出牌階段，如猜對，則將之加入手牌並重複此步驟直到猜錯為止。
- 「Ranch」——當摸牌階段結束時，現行玩家可以棄掉任何數量的手牌，並抽取同等數量的手牌，此動作只可以進行一次。
- 「Ricochet」——每位玩家可以使用「Bang!」牌來丟棄其他玩家面前的牌(無次數限制且不限攻擊距離)，但對方可以打出「射失」牌來防止丟棄。
- 「Russian Roulette」——當此牌被揭露時，從警長開始，所有玩家需依序使用一次「射失」效果，第一位使用不出「射失」效果的玩家失去兩點生命值，且「Russian Roulette」停止作用。
- 「Sniper」——玩家可以打出兩張「Bang!」牌來對其他玩家使用額外的「Bang!」效果(無次數限制)，被攻擊的玩家須使用兩次「射失」效果才能避開(若無法避開時只損失一點生命)。
- 「Vendetta」——所有玩家在回合結束時判定：結果為紅心時，他們可以進行一個新回合，但在新回合結束時不能再做判定。

### 事件牌
在「Wild West Show」擴展中新增了事件牌，用法與「High Noon」和「A Fistful of Cards」中的場景牌相似。開始時將「Wild West Show」當作底牌，每當有玩家打出「馬車」（Stagecoach）或「開拓車」（Wells Fargo）時翻出一張事件牌。當新一張事件牌被揭露時上一張則失去功效。「Wild West Show」場景牌如下:
- 「Wild West Show」——永遠為底牌。每位玩家的目標變成：成為場上的最後一人。
- 「Bone Orchard」——所有已死亡玩家在他們的回合開始時回到遊戲中並且擁有一點生命值，並隨機發一張已死亡玩家的身份給他。
- 「Darling Valentine」—— 每位玩家回合開始時，棄掉全部手牌，然後重摸相同張數的手牌。
- 「Dorothy Rage」——每位玩家的回合中，該回合玩家可以逼迫另一名玩家打出一張特定卡，此卡功能對向由該回合玩家指定。若被指定者沒有該牌，則必須秀出手牌。
- 「Gag」——玩家之間不可交談(手勢例外)。違反者失去一點生命值。
- 「Helena Zontero」——當此牌被揭露時，做一次判定：若結果為紅心或方塊，重洗全部遊戲中玩家(活著)的身份牌（除了警長）並且隨機發還給他們。
- 「Lady Rosa Del Texas」——在每位玩家的回合中，該回合玩家可以選擇和右手邊的玩家交換位置，被交換位置的玩家略過他的下個回合。
- 「Miss Susanna」——在每位玩家的回合中，該回合玩家至少使用三張手牌。無法如此做的玩家失去一點生命值。
- 「Showdown」——全部的牌都可以當成「Bang!」牌， 全部的「Bang!」牌都可以當成「射失」。
- 「Sacagaway」——全部玩家的手牌攤開進行遊戲。

### 道具牌
在「Gold Rush」擴充包中新增了金磚與24張道具牌。遊戲開始前將道具牌洗勻並翻開3張作為購買區，每當你用金磚購買一張道具牌後，立刻從道具牌堆翻一張新的道具牌補充到購買區，當道具牌堆被翻完時，重洗棄置的道具牌形成新的道具牌堆。每當你因任何方式使其他玩家失去一點生命值時，你立刻獲得一個金磚並放置在自己面前。在你的出牌階段時，你將會有3個新行動可以選擇(無順序與次數限制)：
1. 你可以花費等同道具牌右下角售價的金磚數量來購買該張道具牌。
2. 你可以花費該張道具牌售價加一的金磚數量來棄置其他玩家面前的道具牌。(道具牌並非遊戲牌，無法被「驚嚎」等牌取走，或被角色能力影響。)
3. 你可以使用「啤酒」來獲得一個金磚，但這種方式下的「啤酒」將無法回復生命值，在遊戲僅剩兩人時依然可以使用「啤酒」來獲得金磚。

13張咖啡邊道具牌，購買後立即使用並棄置：
- 1張「Gold Rush」(售價5)——立即結束你的回合。回復你所有的生命值並重新開始一個新的回合。
- 1張「Union Pacific」(售價4)——從牌庫摸四張牌。
- 2張「Rhum」(售價3)——翻開四張牌判定：每出現一種不同的花色便回復一點生命值。
- 3張「Bottle」(售價2)——當作「恐慌」、「啤酒」或「Bang!」效果其中一種使用。
- 3張「Pardner」(售價2)——當作「雜貨店」、「決鬥」或「驚嚎」其中一種使用。
- 3張「Shot」(售價1)——選擇任意一位玩家回復一點生命值。

11張黑邊道具牌，購買後裝備在自己面前：
- 1張「Pickaxe」(售價4)——在你的摸牌階段時，額外摸一張牌。
- 1張「Boots」(售價3)——每當你失去一點生命值時，你摸一張牌。在失去最後一點生命值時無效。
- 1張「Calumet」(售價3)——其他玩家使用的方塊牌對你沒有效果，在「決鬥」中則不適用。
- 1張「Gold Pan」(售價3)——花費一個金磚來從牌庫摸一張牌。你每回合最多可使用這個效果2次。
- 1張「Lucky Charm」(售價3)——每當你失去一點生命值，獲得一個金磚。
- 1張「Rucksack」(售價3)——花費兩個金磚來回復一點生命值。使用時機與「啤酒」一樣。
- 1張「Gun Belt」(售價2)——你的手牌上限改為八張。
- 1張「Horseshoe」(售價2)——每當你判定時，額外翻一張牌並從中選擇結果。
- 3張「Wanted」(售價2)——裝備在任何玩家面前，造成該玩家死亡的玩家摸兩張牌及獲得一個金磚。